# Zürichberg
Der Zürichberg (676 m ü. M.) ist einer der Zürcher Hausberge. Er liegt östlich der Innenstadt zwischen den Tälern der Limmat und der Glatt. Sein höchster Punkt, die Escherhöhe, ist rund 270 Meter über dem Zürichsee. Er ist administrativ in die Quartiere Fluntern, Hottingen (jeweils Kreis 7) und Oberstrass (Kreis 6) unterteilt.

## Lage
Der Zürichberg ist das nordwestliche Ende einer Hügelkette zwischen Greifensee/Glattal und Zürichsee/Limmattal, dem Pfannenstiel. Die südöstlich an den Zürichberg anschliessenden Hügel Adlisberg und Öschbrig gehören auch noch zur Stadt Zürich und sind ebenfalls mehrheitlich bewaldet. Westlich des Zürichbergs wird das grüne Band von Siedlungsgebiet unterbrochen, wo sich die Stadt Zürich im Sattel zwischen dem Ende des Pfannenstiels und dem benachbarten Käferberg beim Milchbuck und der Buchegg ins Glattal ausbreitet.

## Bebauung und Nutzung
Die westliche Flanke des Zürichbergs mit den Quartieren Fluntern, Hottingen (jeweils Kreis 7) und Oberstrass (Kreis 6) ist bekannt als Zürichs Wohnquartier der «Reichen» und der Oberschicht. Mit Zürichberg wird in der Umgangssprache oft auch dieses Wohngebiet bezeichnet. Oberhalb des mit Villen bebauten Hanges befindet sich auf dem flacheren Bergrücken ein Wald. Auf der Ostseite, wo das ebenfalls zur Stadt Zürich gehörende Quartier Schwamendingen liegt, erstreckt sich der Wald wesentlich weiter hinunter ins Tal. Der Wald des Zürichbergs ist beliebt bei Erholungssuchenden, Sportlern und Spaziergängern.
Auf dem Zürichberg liegt der Zoo Zürich. Unweit davon hat die FIFA ihren Hauptsitz, das 2006 bezogene Home of FIFA.
Auf dem Zürichberg befindet sich ein Sendeturm zur Verbreitung von UKW-Hörfunk- und Fernsehprogrammen mit Befeuerung (47° 23′ 9,6″ N, 8° 34′ 5,4″ O).

## Erschliessung
Die bebaute Westseite des Zürichbergs ist gut mit öffentlichen Verkehrsmitteln erschlossen. Im zentrumsnahen unteren Teil verkehren mehrere Tramlinien, die auf die 1895 eröffnete erste Linie der Zentralen Zürichbergbahn zurückgeht. Eine weitere Strecke windet sich den Berg hinauf bis zum Zoo.
Die Standseilbahn Seilbahn Rigiblick erschliesst das Villenquartier weiter westlich: Von einer Tram-Haltestelle überwindet sie eine Höhendifferenz von 94 m bis zum Waldrand. Die Polybahn liegt am Fusse des Zürichbergs: Von der Talstation an der Limmat erklimmt sie den untersten Hang am Berg (Höhendifferenz: 41 Meter) bis zur ETH Zürich. Zurzeit bestehen Pläne, zwischen Schwamendingen und dem Zoo eine Gondelbahn zu errichten.
Für die Eisenbahn wurden mehrere Tunnels im Umfeld des Zürichbergs erbaut: am Südwestfuss zur Umgehung der Innenstadt der Lettentunnel, der später durch den Hirschengrabentunnel ersetzt wurde, sowie etwas westlich vom Zürichberg der Wipkingertunnel, die älteste Verbindung zwischen Limmat- und Glattal. Etwas weiter im Südosten unterquert der Zürichbergtunnel den benachbarten Adlisberg. Der im Jahr 2014 eröffnete Weinbergtunnel führt in einer grossen Schlaufe durch die unteren Hänge am Westhang des Zürichbergs.

## Geschichte
Eine erstmalige urkundliche Erwähnung des Namens Zürychberg geht auf das Jahr 1188 zurück. Hinter dem heutigen Zoo stand bis zur Reformation das Augustinerkloster St. Martin. Auf der anderen Seite des Berges verlief eine lange Letzi-Mauer den Hang hinunter und quer durchs Limmattal. Ihr Abschluss auf dem Zürichberg bildete der Krattenturm, ein Wehrturm, der noch heute das Wappen von Oberstrass ziert. Der Turm wurde im 14. Jahrhundert erbaut und im Jahr 1444 zerstört. Ausserdem gab es noch bis zu zwei Hochwachten, an die die Kostümgruppe der Zunft Fluntern jeweils beim Sechseläutenumzug mit einem eigenen Wagen erinnert.
Für die Bewohner an den südlichen und westlichen Hängen war lange Weinbau die wichtigste Einnahmequelle: Fast lückenlose Rebberge prägten in Fluntern und Oberstrass in den steilen Abschnitten unterhalb der heutigen Gladbachstrasse den Berg, fanden sich aber auch an weiteren Stellen, zum Teil bis gegen 600 Meter Höhe. Ein kleiner Rebberg aus Souvignier gris, der 2023 am Waldrand auf über 630 m Höhe vom Quartierverein und der Zunft Fluntern angelegt wurde, erinnert an die Weinbau-Tradition.
Im von Hunger und Not geprägten Jahr 1587 wurde die Zürichbergstrasse als Arbeitsbeschaffungsmassnahme erneuert. Der 1311 erstmals erwähnte Weg war eine wichtige Verbindung von Zürich nach Stettbach, Dübendorf und Greifensee, die immer wieder instand gehalten wurde. In der Wickiana ist die Pflästerung von 1587 dargestellt, bei der bis zu 1800 Männer und Frauen beschäftigt wurden. So konnten auch Pferdewagen die Strasse befahren und Korn aus dem oberen Glatttal nach Zürich transportiert werden. Durch den Bau einer Strasse von Schwammendingen nach Stettbach gegen Ende des 18. Jahrhunderts verlor die Verbindung über den Berg an Bedeutung.
Während der französisch-russischen Kriege im 18. Jahrhundert wurden auf dem Zürichberg Befestigungswälle erbaut und Schlachten geschlagen. Ein Denkmal erinnert daran. Die Escherhöhe unweit davon soll nach Nanny von Escher benannt sein, die das Gedicht auf dem Denkmal verfasste.

## Bilder

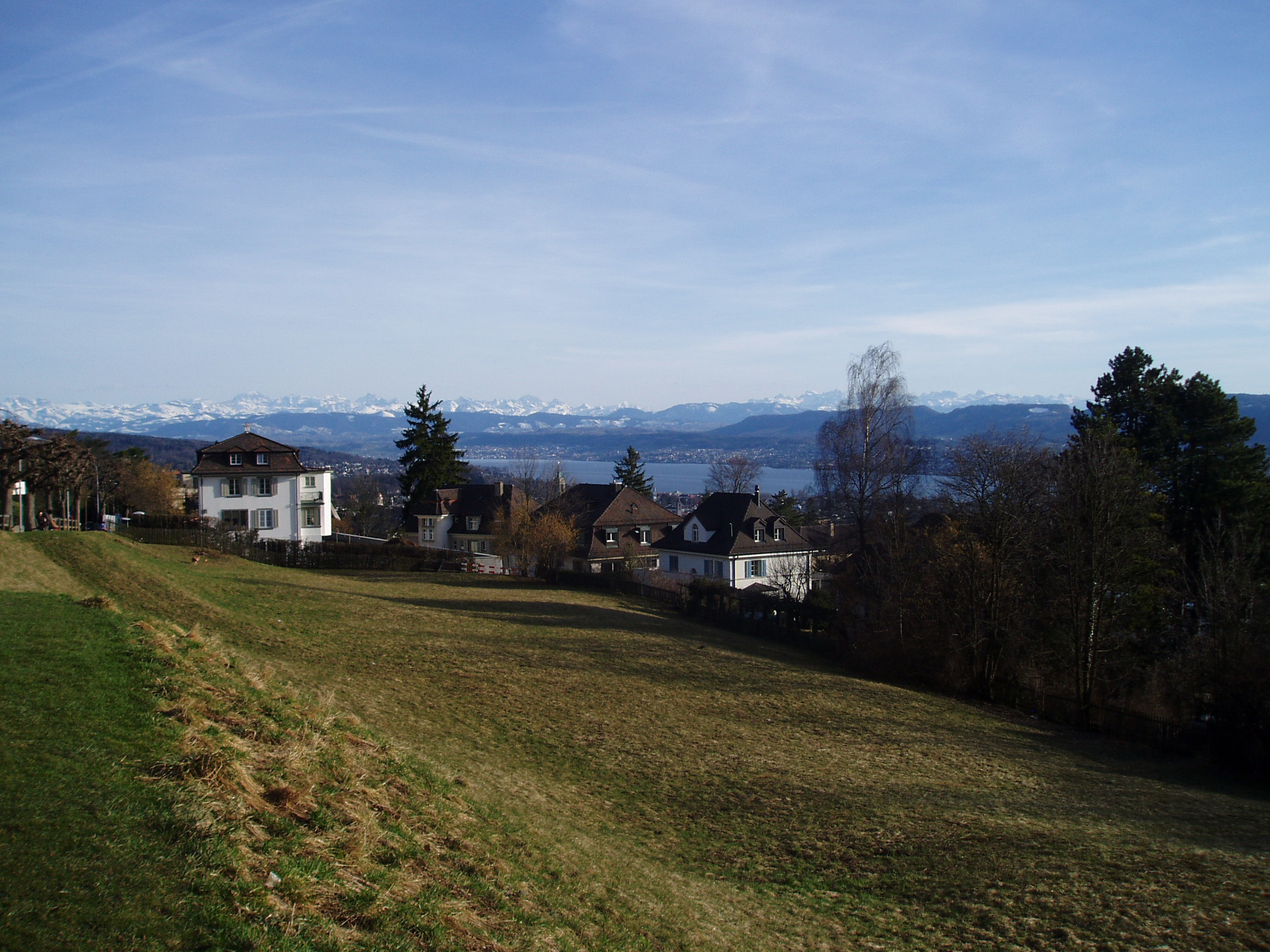
Aussicht nach Süden
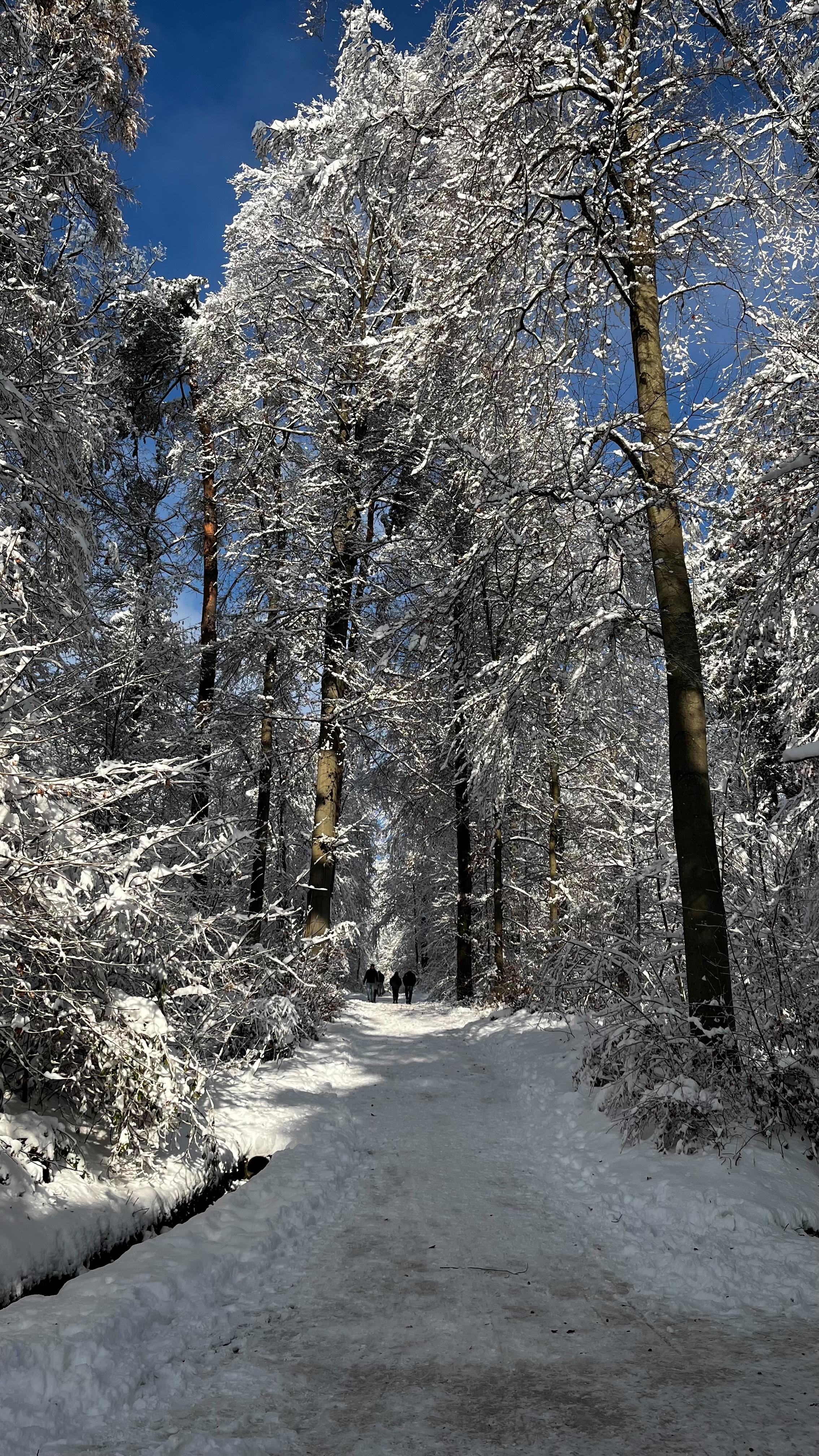
Winterlicher Wald am Zürichberg
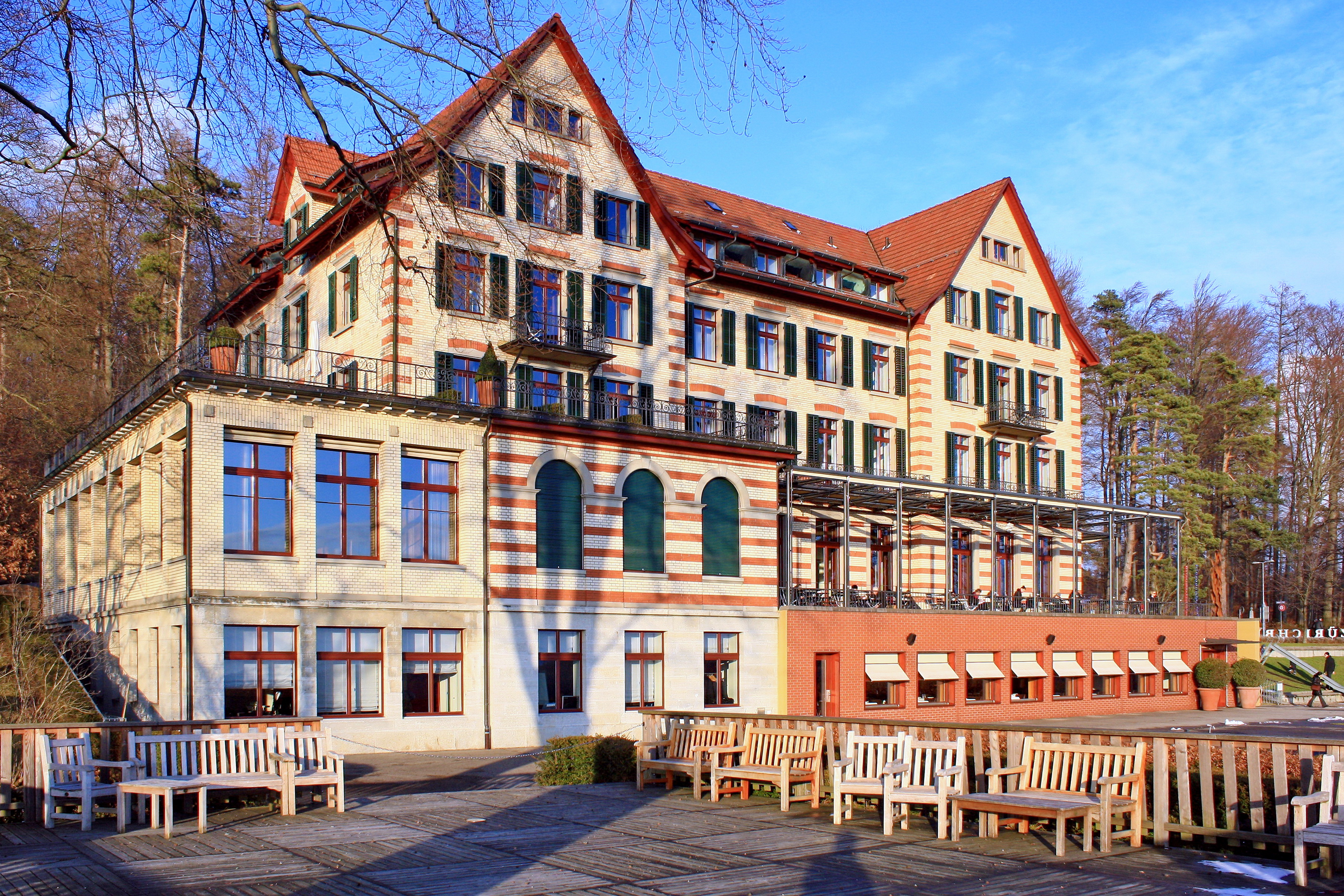
Hotel Zürichberg
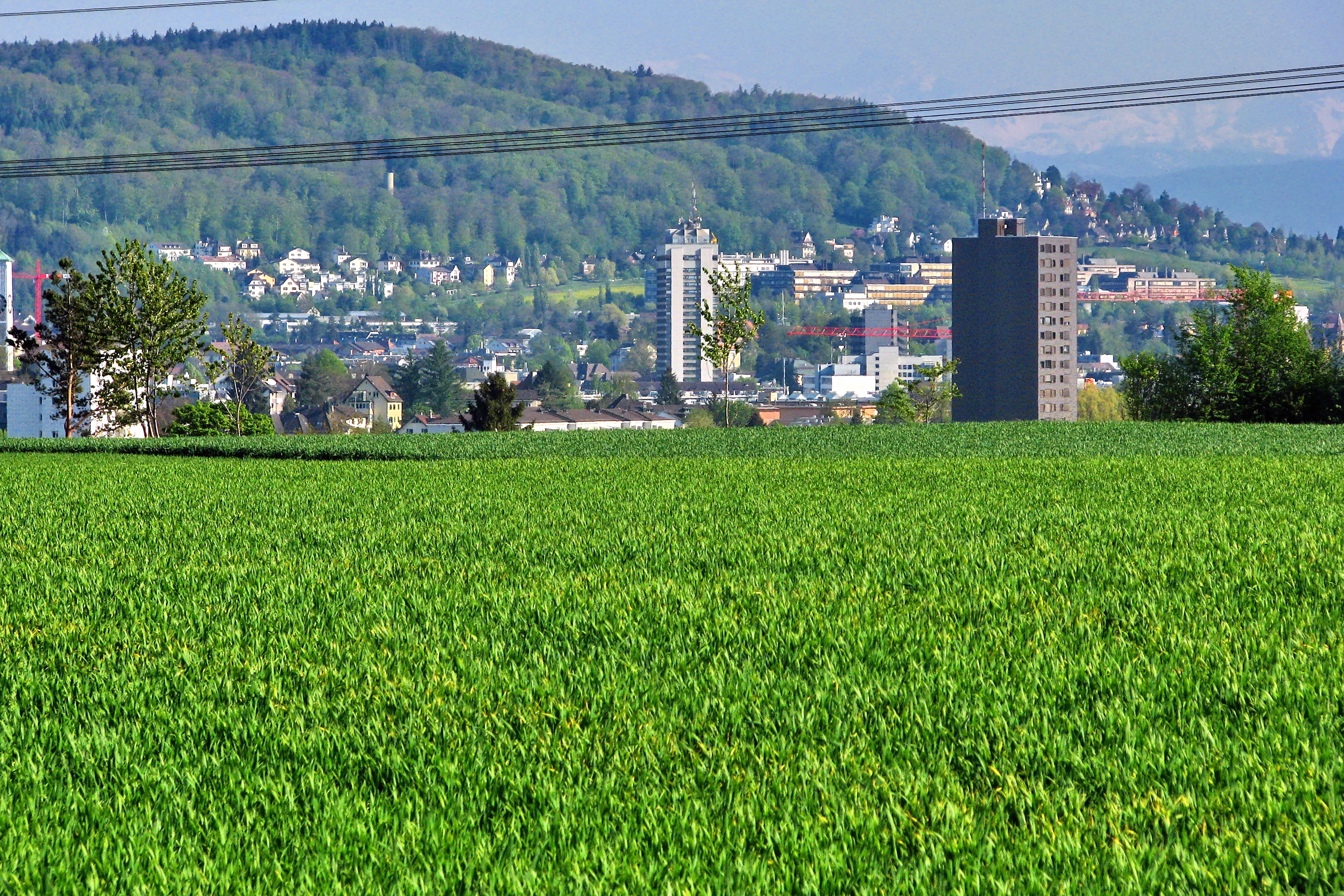
Oerlikon und Nordwestflanke
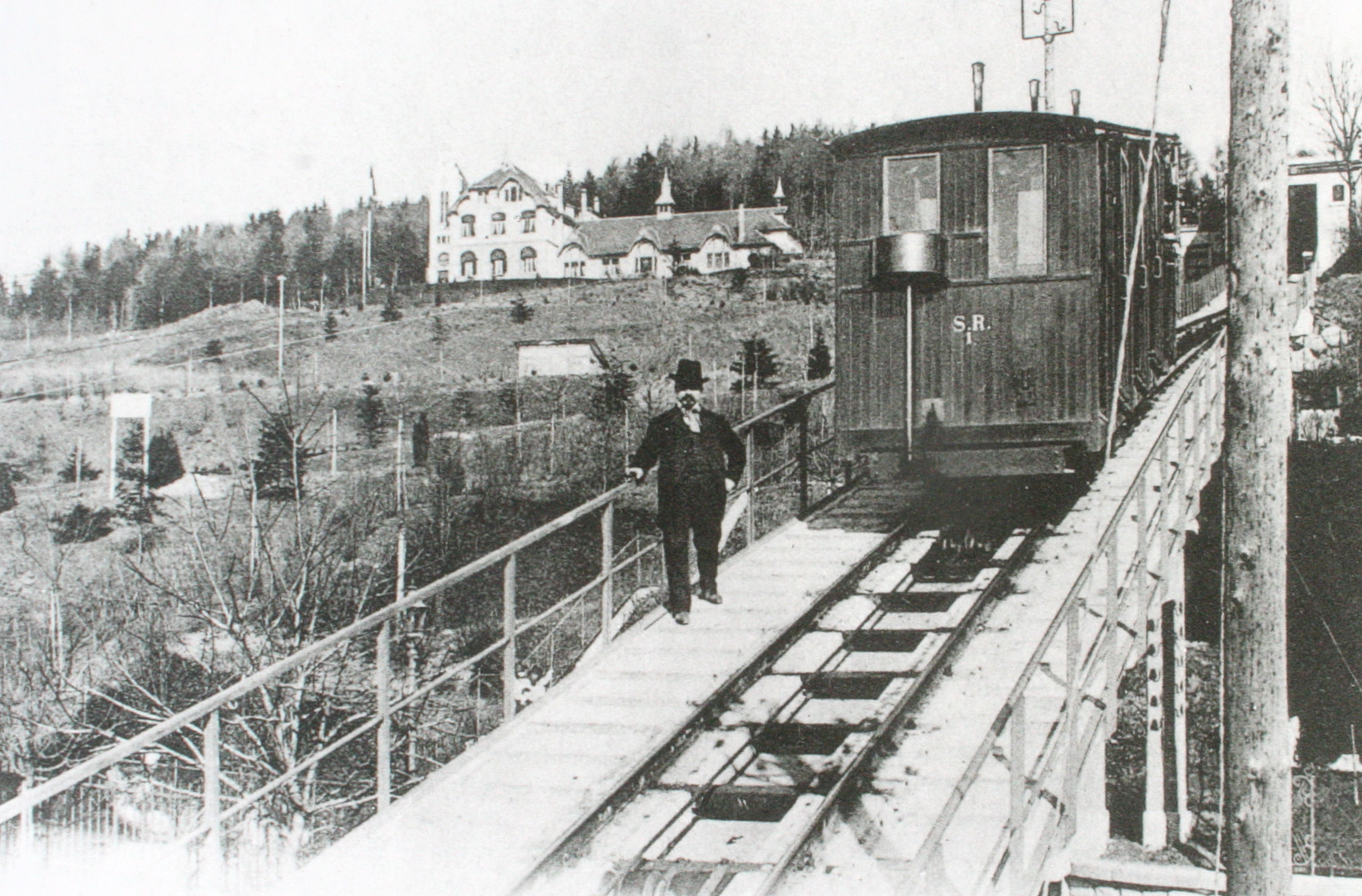
Seilbahn und Hotel Rigiblick um 1901
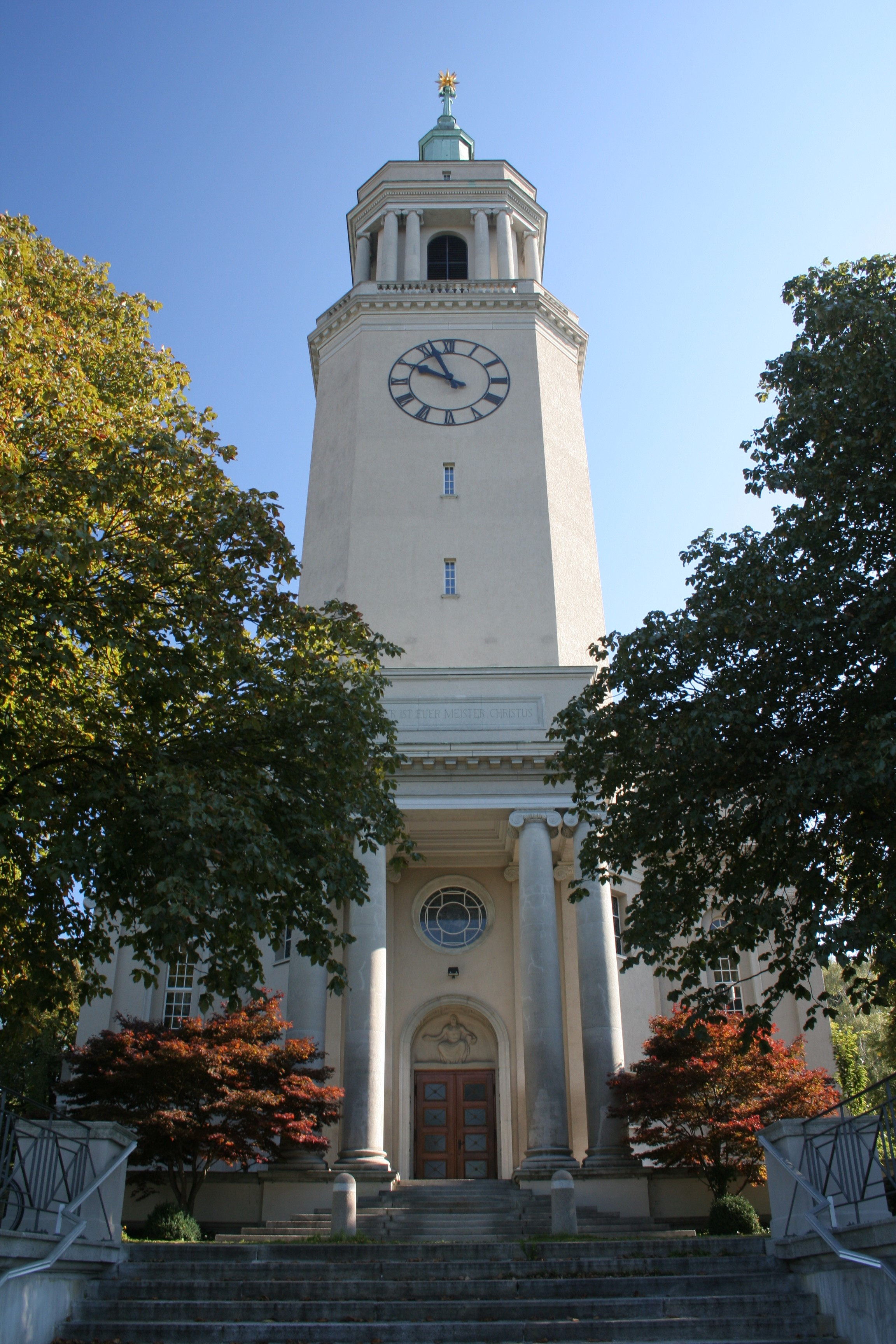
Grosse Kirche Fluntern